# El Sopial
El Sopial är en ort i Mexiko.   Den ligger i kommunen Atotonilco el Alto och delstaten Jalisco, i den centrala delen av landet, 400 km väster om huvudstaden Mexico City. El Sopial ligger 1 818 meter över havet och antalet invånare är 127.
Terrängen runt El Sopial är kuperad åt sydväst, men åt nordost är den platt. Runt El Sopial är det ganska tätbefolkat, med 108 invånare per kvadratkilometer. Närmaste större samhälle är Atotonilco el Alto, 12,8 km öster om El Sopial. I omgivningarna runt El Sopial växer huvudsakligen savannskog.